# Szumsk (gmina w województwie wołyńskim)
Szumsk – dawna gmina wiejska istniejąca do 1939 roku w woj. wołyńskim (obecnie na Ukrainie). Siedzibą gminy był Szumsk, który początkowo stanowił odrębną gminę miejską.
W okresie międzywojennym gmina Szumsk należała do powiatu krzemienieckiego w woj. wołyńskim. 1 października 1933 roku część obszaru gminy Szumsk (wieś Mosty) włączono do nowo utworzonej gminy Uhorsk.
Według stanu z dnia 4 stycznia 1936 roku gmina składała się z 25 gromad. Po wojnie obszar gminy Szumsk wszedł w struktury administracyjne Związku Radzieckiego.